# Ford Madox Brown
Ford Madox Brown (Calais,16 de abril de 1821 – Londres 6 de octubre de 1893) fue un pintor inglés. Aunque estrechamente relacionado con la Hermandad Prerrafaelita, no llegó a ser miembro de la misma. Compartía con ellos su rechazo a la pintura académica y su interés por el arte medieval. Fue muy amigo de Dante Gabriel Rossetti, y formó parte de la compañía de diseño de William Morris, Morris, Marshall, Faulkner & Co., en 1861. 
Se formó como pintor en varias ciudades, entre ellas Brujas, Gante y Amberes, pero la que más le marcó fue Roma, donde estuvo entre 1845 y 1846, frecuentando a los nazarenos, una corriente artística nacida en 1806 en Viena. Tuvo la oportunidad de estudiar a fondo la pintura italiana. En 1846, viudo de su primera esposa, Elisabeth Bromley, regresó a Inglaterra. Años después conoció a Rossetti, entonces siete años más joven que él, quien le presentó a Millais y a Hunt. 
Brown se dedicó sobre todo a la pintura histórica y de tema bíblico. Su carácter retraído y solitario se acentuó a causa de ciertas tragedias familiares y numerosos fallecimientos de índole personal. Estos incidentes, sumados a su interés por los problemas de la época (la desigualdad social, la industrialización, la emigración) produjeron una obra intensa cuyos temas cambiaban en tanto que el estilo siempre era el mismo. 

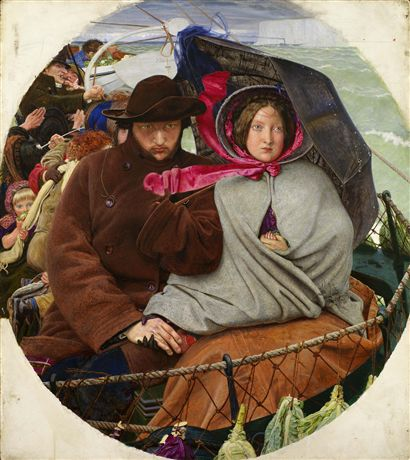
Adiós a Inglaterra, una de las obras más conocidas del pintor.

En 1865 organizó una muestra personal en Piccadilly donde recibió críticas buenas y malas por igual: algunas personas alababan su gran pericia técnica, su uso de la luz y sus temas, pero otros rechazaron su estilo de composición y su excesiva vena melodramática. Sin embargo, logró varios encargos de particulares, y entre ellos el más importante fue su participación en los frescos del municipio de Mánchester, representando la historia de la ciudad, empresa que le llevó prácticamente 10 años de su vida.
Uno de sus cuadros más famosos es Adiós a Inglaterra ("The Last of England"), retrato de una pareja de inmigrantes a bordo de un barco que les alejará de Inglaterra para siempre. Se inspiró en la partida del escultor prerrafaelista Thomas Woolner, quien emigró a Australia. Destacan también al pintura Trabajo, y el ciclo de doce pinturas acerca de la historia de Mánchester, en el ayuntamiento de la ciudad. Sus obras se caracterizan por su rico colorido, cuidada estética y minuciosidad en los detalles de atuendos y escenarios. 

Su hijo Oliver Madox Brown (1855–1874) mostró grandes dotes como pintor y poeta, pero murió prematuramente. Su nieto fue el famoso novelista Ford Madox Ford.